# TEC-22
L'Intratec TEC-22, nota anche come TEC-22 o Scorpion è una pistola mitragliatrice della fabbrica d'armi Intratec se non uno dei prodotti di maggior successo della stessa azienda di Miami.

## Design
Il TEC-22 è costruito in gran parte da plastica stampata e parti in metallo stampato. Insieme a un design estremamente semplice, questo ha permesso di realizzare e commercializzare l'arma a basso costo. Il TEC-22 è progettato per utilizzare caricatori fatti per il famoso fucile Ruger 10/22.
Il telaio / ricevitore monoblocco è stampato in plastica ABS e in gran parte non è rivestito, ad eccezione delle guide dei bulloni su cui scorre il fondo del bullone. Un coperchio del ricevitore in acciaio stampato appoggia sopra la parte superiore del bullone, inserendolo a “sandwich” in posizione. Il coperchio del ricevitore ruota verso la parte anteriore del telaio e si aggancia alla parte posteriore del gruppo del bullone. Il gruppo del bullone consiste di un bullone d'acciaio fuso che guida su una molla e un seguace; un sottile canale del percussore scorre lungo il centro del bullone, permettendo al percussore stampato di essere colpito dal martello e colpendo la cartuccia nella parte anteriore del bullone.
Un piccolo interruttore ambidestro sul telaio attua una sicurezza del blocco trigger. Una porta incernierata nella parte inferiore dell'impugnatura offre un piccolo vano portaoggetti.
Durante il corso della sua produzione, il TEC-22 ha sofferto di vari problemi di controllo della qualità. Ad esempio, alcuni sono stati rimandati indietro perché sparavano raffiche automatiche.